# Veteranz Day
Veteranz Day è il settimo album discografico in studio del rapper statunitense Big Daddy Kane, pubblicato nel 1998.

## Tracce
1. Intro – 0:56
2. Uncut, Pure – 4:22
3. Entaprizin' – 3:28
4. Girl Talk (Interlude) – 0:49
5. Change This Game Around (feat. Felicia Price) – 3:44
6. La-La-Land – 4:37
7. Ole Tyme Bluez (Interlude) – 1:27
8. 2 da Good Tymz (feat. Mike Ransom) – 3:33
9. Fish Tandoori (Interlude) – 1:36
10. Terra N Ya Era – 3:50
11. Hold It Down (feat. Kelly German) – 4:02
12. Daddy's Theme (Interlude) – 0:52
13. Earth, Wind & Fire (feat. Sha-Queen & A.B. Money) – 4:26
14. Do U Really Know? – 4:51
15. Shame Prelude (Interlude) – 0:44
16. Shame! – 4:12
17. Last Night Episode (Interlude) – 0:49
18. Definitely – 3:37
19. Unda Presha (feat. Baldhead Buchanon) – 3:14
20. Outro – 1:42
21. Uncut, Pure (Remix) – 4:06